# كليفورد س. فورناس
كليفورد س. فورناس (بالإنجليزية: Clifford C. Furnas)‏ هو منافس ألعاب قوى أمريكي، ولد في 24 أكتوبر 1900، وتوفي في 27 أبريل 1969.

## وصلات خارجية
- كليفورد س. فورناس على موقع أوليمبيديا (الإنجليزية)